# Jim Pepper
Jim Gilbert Pepper (født 8. juni 1941 i Salem, Oregon - død 10. februar 1992 i Portland, Oregon, USA) var en amerikansk tenorsaxofonist, komponist og sanger.
Pepper var indianer af afstamning. Han kom til New York i (1964), hvor han spillede i gruppen The Free Spirits med Larry Coryell og Bob Moses som spillede jazz- og rockmusik. Han kom senere med i Paul Motians gruppe, hvor han delte tenorsax pladsen med Joe Lovano. Pepper ledede de sidste år mest sine egne grupper, hvor han blandede sin indianske folklore med jazz og rock. Her spillede han med Charlie Haden, John Scofield, Kenny Werner, Don Cherry, Collin Walcott, Ron McClure, og Mal Waldron. Han var på det sidste meget rundt omkring i Europa og turnere. Hans komposition Witchi Tai To blev et fast nummer på gruppen Oregons repertoire gennem tiden, og er et meget spillet nummer blandt moderne jazzgrupper på pladeselskabet ECM.

## Diskografi som Leder
- Pepper's Pow Wow (1971)
- Comin' and Goin' (1983)
- Dakota Song (1987)
- Art of the Duo (1988) - med Mal Waldron
- The Path (1988)
- West End Avenue (1989)
- Camargue (Pan, 1989) - med the Claudine François Trio
- Flying Eagle: Live at New Morning, Paris (1989)
- Remembrance (1990)
- Polar Bear Stomp (1991)
- Afro Indian Blues (1991)

## Udvalgt Diskografi
- Out of Sight and Sound (1967) - med The Free Spirits
- Coryell (1969) - med Larry Coryell
- The Ballad of the Fallen (1983) - med Charlie Haden
- Love Animal (1968) - med Bob Moses
- When Elephants Dream of Music (1983) - med Bob Moses
- East West Suite (1990) med - the World Music Orchetra

## Eksterne Henvisninger
- om Jim Pepper på www.allmusic.com